# De Havilland DH.50
Il de Havilland DH.50 fu un monomotore biplano da trasporto passeggeri prodotto dall'azienda britannica de Havilland Aircraft Company negli anni venti.
Realizzato principalmente negli stabilimenti siti nei pressi dell'aerodromo di Stag Lane venne costruito su licenza anche in Australia, Belgio e Cecoslovacchia.

## Storia

### Sviluppo
Nei primi anni venti del XX secolo, Geoffrey de Havilland si rese conto che il grande surplus di DH.9 della prima guerra mondiale andava sostituito, pertanto progettò un aereo da trasporto passeggeri basandosi sull'esperienza accumulata lavorando sull'Havilland DH.9; fu ribattezzato de Havilland DH.50. Questo velivolo avrebbe permesso a quattro passeggeri di volare in comodità alloggiati in una cabina chiusa sita tra le ali, mentre il pilota era alloggiato dietro i passeggeri in una cabina aperta.
Il primo DH.50, registrato come G-EBFN, volò nel mese di agosto 1923 e fu utilizzato dopo pochi giorni da Alan Cobham per vincere il premio di affidabilità durante dei voli di collaudo tra Copenaghen e Göteborg. Solo 17 aerei furono realizzati dalla de Havilland, gli altri furono costruiti sotto licenza e montarono una grande varietà di propulsori diversi.
Nel 1924, Cobham vinse la King's Cup Race, una gara aerea di velocità, utilizzando sempre il prototipo G-EBFN e toccando una velocità media di 171 km/h (106 mph). Cobham testò sempre questo velivolo in diversi voli a lungo raggio finché l'aereo non fu sostituito dal secondo DH.50 realizzato. Questo velivolo, siglato G-EBFO, fu equipaggiato con il motore Armstrong Siddeley Jaguar e fu ribattezzato DH.50J. Fu utilizzato sempre da Cobham che gli fece percorrere 25,750 km (16.000 miglia) sulla rotta Croydon-Città del Capo tra il novembre 1925 e febbraio 1926. L'aereo venne poi modificato in idrovolante con l'aggiunta di due galleggianti simili (prodotti da Short Brothers a Rochester) e utilizzato in un volo di ricognizione in Australia nel 1926. Durante il volo di andata tra l'Inghilterra e l'Australia rimase ucciso un ingegnere di Cobham, A.B. Elliot, colpito durante il sorvolo del deserto tra Baghdad e Bassora. Il posto dell'ingegnere ucciso fu preso allora dal Sergente Ward, anch'esso un ingegnere ma al servizio della RAF.
Sempre nel 1926 un DH.50A idrovolante fu utilizzato nel primo volo internazionale compiuto dalla Royal Australian Air Force; il capitano Richard Williams e due suoi colleghi furono impegnati per tre mesi in un viaggio di andata e ritorno da Point Cook, Victoria fino in Oceania, compiendo 16.093 km (10.000 miglia).

### Produzione su licenza
Il velivolo fu molto popolare in Australia e pertanto fu concessa la licenza per la produzione in situ e vennero costruiti 16 esemplari. La compagnia aerea Qantas costruì quattro DH.50A e tre DH.50J, la Western Australian Airlines fece realizzare tre DH.50A mentre la Larkin Aircraft Supply Company ottenne un solo DH.50A. La società belga Société Anonyme Belge de Constructions Aéronautiques (SABCA) ne costruì tre a Bruxelles, mentre la Aero Vodochody ne realizzò sette a Praga. Uno dei velivoli prodotti per la Qantas fu il primo aereo utilizzato nel Royal Flying Doctor Service.

## Versioni
DH.50
versione britannica, biplano a motore singolo per trasporto leggero.
DH.50A
designazione degli esemplari realizzati su licenza in Australia e Belgio.
DH.50J
versione equipaggiata con il motore radiale Armstrong-Siddeley Jaguar.

## Utilizzatori

### Civili
Australia
- Australian Aerial Services Ltd
- Holdens Air Transport
- Qantas
- Rockhampton Aerial Services Ltd
- West Australian Airlines Ltd

 Belgio
- SABCA

 Iraq

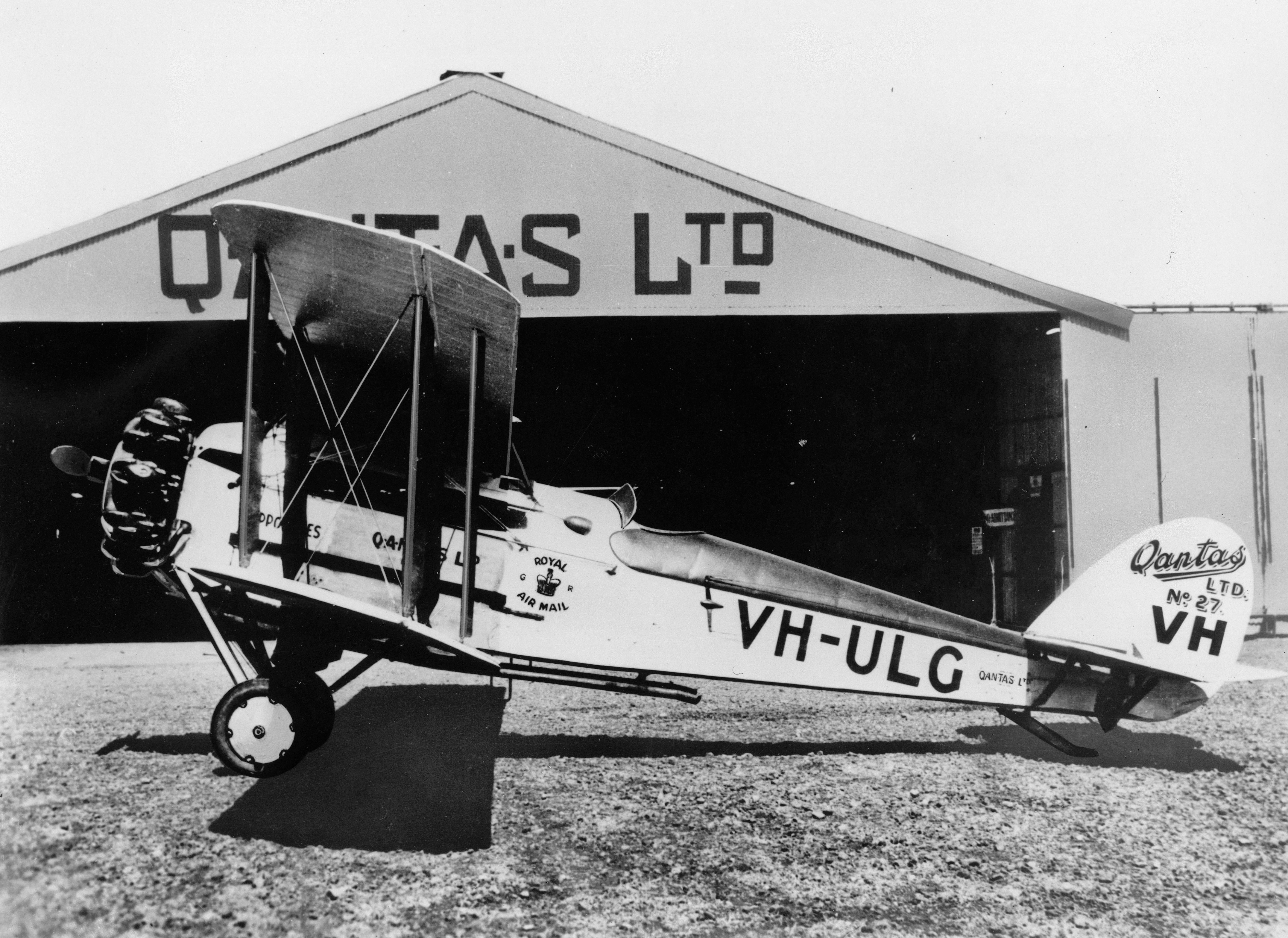
de Havilland DH.50J, marche VH-ULG della compagnia aerea australiana Qantas.

- Iraq Petroleum Transport Company Ltd

 Regno Unito
- Air Taxis Ltd
- Brooklands School of Flying Ltd
- Imperial Airways Ltd
- North Sea Aerial and General Transport Company Ltd
- Northern Air Lines Ltd

### Governativi
Cecoslovacchia
- Governo cecoslovacco

### Militari
Australia
- Royal Australian Air Force

 Nuova Zelanda
- Royal New Zealand Air Force